# Macrothele triangularis
Macrothele triangularis is een spinnensoort uit de familie Macrothelidae. De soort komt voor in Congo.